# Культ Чакі
Культ Чакі (англ. Cult of Chucky) — американський фільм жахів 2017 року режисера Дона Манчіні. Сьомий фільм серії про ляльку-вбивцю Чакі.

## Сюжет
Через чотири роки після подій фільму «Прокляття Чакі», вдома у дорослого Енді Барклая знаходиться голова оригінального Чакі, яка досі в свідомості, хоча значно пошкоджена після тортур з боку Енді. Ніка Пірс провела останні чотири роки у психіатричному закладі після того, як її підставив Чакі у вбивстві її сім'ї. Після інтенсивної терапії, вона тепер вважає, що сама відповідальна за вбивства і що Чакі був просто проявом її психозу.
Ніка проходить купс регулярної групової терапії. ЇЇ ГРУПА складається з Малкольма, чоловіка з розмноженням особистості; Анжели, яка вважає, що вона мертва; Клер, жінки, яка спалила свій будинок; і Мадлен, яка задушила свого малолітнього сина. Доктор Фолі вводить нову методику терапії, яка включає в себе ляльку «Гарного хлопця». Більшість пацієнтів незадоволені лялькою, за винятком Мадлен, яка ставиться до неї, як до своєї дитини.
Ніку відвідує Тіффані, законний опікун її племінниці, Еліс. Тіффані розповідає, що Еліс померла, і залишає їй ляльку «Гарного хлопця», яка, як вона стверджує, була подарунком від Еліс. В ту ж ніч, Чакі пробуджується і виявляє, що Ніка намагалася накласти на себе руки. На наступний ранок, Ніка виявляє, що її зап'ястя зашиті, а також залишено повідомлення: «Не так швидко.» Вона виявляє труп Анжели і напис її кров'ю «Чакі зробив це». Зрозумівши, що Валентайн — прізвище подруги Чарльза Лі Рея, Ніка починає вважати, що Чакі існує. Вважаючи, що Мадлен в небезпеці, Ніка і Малкольм намагаються попередити її. Однак Мадлен кидає ляльку і Малкольма в порожню могилу. Санітари рятують Малкольма, але Чакі переселив свою душу в його тіло. Чакі вбиває Клер.
Під час сеансу у Фолі, Ніка погоджується піддатися гіпнозу, щоб відновити спогади про її причетність до вбивств. Під час гіпнозу з'ясовується, що Фолі займався з Нікою сексом. Потім Чакі нападає на Фолі ззаду. Фолі вважає, що саме Ніка напала на нього, але готовий мовчати, щоб шантажувати її за сексуальні послуги. Мадлен душить ляльку подушкою, змушуючи її уявити смерть її дитини. Санітари ховають ляльку.
Енді складає план з завершення бійні і потрапляє в клініку, нібито як пацієнт. Він робить напад на одного з охоронців. Фолі отримує пакет. У ньому — ще одна лялька «Гарного хлопця». Мадлен відвідує свою ляльку, яка піднялася з могили, і дозволяє їй вбити її, щоб вона, нарешті, змогла бути разом зі своєю дитиною. Фолі йде до Ніки, але його вирубує одна з ляльок Чакі. Три Чакі дізнаються, що оригінальний Чакі знайшов заклинання Вуду в Інтернеті, що дозволило йому розділити свою душу на кілька тіл. Еліс була одним з його господарів, але була вбита.
Тіффані повертається і вбиває охоронця. Один з Чакі передає свою душу Нікі, через що вона знову може ходити. Вона вбиває Фолі і натикається на Малкольма, який був убитий Чакі Мадлен. Коротковолосий Чакі атакує Енді, але Енді б'є його в груди і дістає пістолет, який він заховав там. Він стріляє в ляльку і вбиває її. Він намагається вбити Ніку, але у нього закінчуються патрони. Клініку блокують, Енді замикається в своїй камері, а Ніка втікає. Ніка об'єднується з Тіффані, і вони їдуть разом з лялькою Тіффані, яка також виявляється живою.
У сцені після титрів, колишня названа сестра Енді Кайл входить в будинок Енді, щоб продовжувати катувати оригінальну голову Чакі.

## У ролях
| Актор                  | Роль              |
| ---------------------- | ----------------- |
| Бред Дуріф             | Чакі              |
| Фіона Дуріф            | Ніка Пірс         |
| Майкл Терріоль         | доктор Фолі       |
| Алекс Вінсент          | Енді Барклай      |
| Адам Гартіг            | Малкольм          |
| Елізабет Розен         | Маделейн          |
| Грейс Лінн Кунг        | Клер              |
| Мартіна Стівенсон Керр | Анджела           |
| Зак Сантьяго           | Карлос            |
| Алі Татарін            | Ешлі              |
| Дженніфер Тіллі        | Тіффані Валентайн |
| Крістін Еліз           | Кайл              |